# Thusy
Thusy település Franciaországban, Haute-Savoie megyében. Lakosainak száma 1166 fő (2022. január 1.). Thusy Chilly, Menthonnex-sous-Clermont, Saint-Eusèbe, Sillingy, Vaulx és Versonnex községekkel határos.

## Népesség
A település népessége az elmúlt években az alábbi módon változott:
| Lakosok száma | 1003 | 1076 | 1109 | 1101 | 1116 | 1131 | 1143 | 1157 | 1166 |
|               | 2013 | 2015 | 2016 | 2017 | 2018 | 2019 | 2020 | 2021 | 2022 |